# 無形財
無形財（むけいざい）とは無形の財を指す。サービスと同義語。対照的に有形の財は有形財と呼ばれる。